# Ігор Ольшанський
Ігор Ольшанський (нар. 3 травня 1982 року в Дніпропетровську) — дефенсів енд (крайній лінійний захисник) команди «Даллас Ковбойз» Національної футбольної ліги. Був обраний командою «Сан-Дієго Чарджерс» у другому раунді драфта 2004 року. Грав у студентський футбол в Орегоні.

## Ранні роки
Ольшанський народився в Дніпропетровську. У 1989 році разом з сім'єю переїхав до Сан-Франциско. Навчався в підготовчій школі Святого Ігнатія, де до передостаннього класу займався баскетболом. Після закінчення навчання отримав футбольну стипендію на навчання в Університеті Орегону.

## Студентська кар'єра
В Університеті Орегона, де його спеціалізацією була психологія, Ольшанський вже на другому курсі увійшов до збірної конференції Pac-10. Після закінчення другого і третього сезонів він визнавався найкращим лінійним захисником команди. Також він встановив рекорд університету в жимі лежачи, піднявши штангу вагою 229 кілограм. Студентські успіхи Ольшанського не залишилися непоміченими скаутами НФЛ та, після трьох років студентської кар'єри, він потрапив на драфт головної ліги американського футболу.

## Професійна кар'єра

### Сан-Дієго Чарджерс
Ольшанський був обраний командою «Сан-Дієго Чарджерс» у другому раунді драфта 2004 року під загальним 35 номером. У серпні 2004 Ольшанський і «Чарджерс» домовилися про п'ятирічний контракт з можливістю продовження на рік. Згідно з контрактом Ольшанський отримав відразу 2.25 мільйонів доларів як бонус та 5.2 мільйонів доларів за 5 років виступів.

### Даллас Ковбойз
6 березня 2009 Ольшанський підписав чотирирічний контракт з командою «Даллас Ковбойз». Сума контракту склала 18 мільйонів доларів, 8 з яких гарантовані.

## Особисте життя
Ігор Ольшанський одружений з Лією Рубінштейн, з якою він проживає в місті Сан-Дієго, Каліфорнія. У Ольшанського багато татуювань, включаючи дві Зірки Давида. Новини про Ольшанському часто друкуються в єврейській пресі.